# Chionochloa
Chionochloa is een geslacht uit de grassenfamilie (Poaceae). De soorten van dit geslacht komen voor in delen van Australazië en Antarctica.

## Soorten
- Chionochloa acicularis Zotov
- Chionochloa antarctica (Hook.f.) Zotov
- Chionochloa australis (Buchanan) Zotov
- Chionochloa beddiei Zotov
- Chionochloa bromoides (Hook.f.) Zotov
- Chionochloa cheesemanii (Hack.) Zotov
- Chionochloa conspicua (G.Forst.) Zotov
- Chionochloa crassiuscula (Kirk) Zotov
- Chionochloa defracta Connor
- Chionochloa flavescens Zotov
- Chionochloa flavicans Zotov
- Chionochloa frigida (Vickery) Conert
- Chionochloa howensis S.W.L.Jacobs
- Chionochloa juncea Zotov
- Chionochloa lanea Connor
- Chionochloa macra Zotov
- Chionochloa nivifera Connor & K.M.Lloyd
- Chionochloa oreophila (Petrie) Zotov
- Chionochloa ovata (Buchanan) Zotov
- Chionochloa pallens Zotov
- Chionochloa rigida (Raoul) Zotov
- Chionochloa rubra Zotov
- Chionochloa spiralis Zotov
- Chionochloa teretifolia (Petrie) Zotov
- Chionochloa vireta Connor